# 学園都市の一覧
学園都市の一覧（がくえんとしのいちらん）は、全世界における学園都市の一覧である。

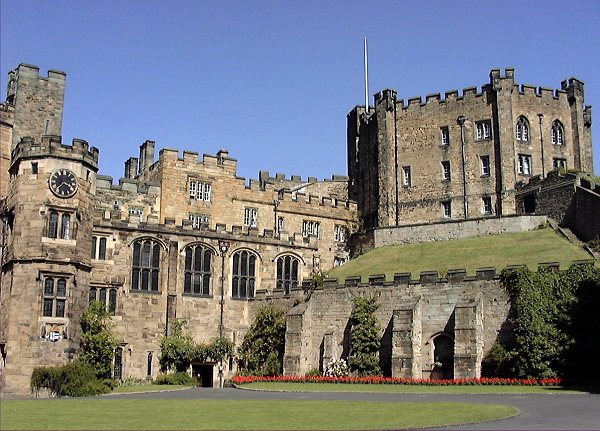
典型的な学園都市にある英国 ダラム大学

## 国・地域別の学園都市の一覧
街に対し大学の存在の仕方については、次の例がある。
- 都市内に大学建築物群が点在している都市。
  - ダラム、オックスフォード、ケンブリッジ
  - 国際大学都市（パリ)

- 大学キャンパスのある都市
  - 大学都市 (メキシコ国立自治大学)／メキシコ国立自治大学
  - サン・クリストバル・デ・ラ・ラグーナ
  - カラカスの大学都市／シウダ・ウニベルシタリア（大学都市）（世界遺産に登録されている都市）
  - アルカラ・デ・エナーレス（15世紀末以来の大学都市、世界遺産に登録されている都市）
  - オウロ・プレット#大学都市としての側面
  - 南京大学都市地区

都市内に大学建築物群が点在している市街地を指すことばに大学街がある。広大な大学敷地キャンパスが形成されている場合は、当該市町村の該当した地域などを示す。サラマンカ（スペインを代表する大学街。大学や大聖堂のあるサラマンカ旧市街全体）、リンカーン (ニュージーランド)、ウプサラ（フューリソン川河畔の大学街）ユージーン市、アヴィニョン（フランス、1963年に再び大学街になった他、科学教育センターも開設）、アウクスブルクのウニヴァルジテートフィーアテル（「大学街」の意、単独の市区として設けられている）、バンスカー・ビストリツァ（スロバキア）ジェロナ・グラ（ポーランド）
など世界に多数ある。なお、類似の用語に学生街がある。

### 日本の場合

#### 東北地方
- 仙台市（宮城県）- 旧帝国大学の東北大学や東北学院大学など各種研究機関が拠点を置く。（仙台市の学校#学都仙台）

#### 関東地方
- 国立市（東京都）- 一橋大学を中心とする文教地区。
- つくば市（茨城県） - 筑波研究学園都市として整備され、筑波大学、筑波技術大学、筑波学院大学ほか、各種の研究機関が置かれる。
- 八王子市（東京都） - 東京都立大学、創価大学、東京工科大学の本部などがあるほか、中央大学、工学院大学、多摩美術大学のキャンパスなど市内に23校の大学が存在する。
- 文京区（東京都） - 東京大学をはじめ、お茶の水女子大学、東京医科歯科大学、跡見学園女子大学、拓殖大学、中央大学、東洋学園大学等。区が自ら文の京と位置付けるなど、国内有数の文教地区。
- 千代田区神田～お茶の水（東京都） 日本大学、明治大学、専修大学、共立女子大学、法政大学など。かつて学園紛争時代には近辺の道路を封鎖し各団体が解放区と呼ばれる無法地帯を築いた。また、神田川対岸には東京医科歯科大学、順天堂大学の医科大学もあるほか、都内有数の予備校も多い。
- 新宿区高田馬場～戸山（東京都）早稲田大学、学習院女子大学等。早大のおひざ元として有名だが各種予備校や専門学校も多い。
- 渋谷区渋谷～港区南青山（東京都） - 青山学院大学、國學院大学、実践女子大学等。また、高校も青山学院高等部、東京女学館高等学校など名門校も多い。
- 世田谷区成城（東京都） - 成城大学を中心とする。
- 美浜区（千葉県千葉市）- 幕張新都心文教地区。放送大学、神田外語大学、城西国際大学など。
- 稲毛区（千葉県千葉市）- 千葉大学の本部を始め、千葉経済大学、敬愛大学などや短期大学、専門学校などが西千葉駅周辺エリアに集中している。

#### 中部地方
- 都留市（山梨県） - 都留文科大学が存在する。学生の9割近くが市内に居住し、住民登録をしていない学生も含めて市の人口3万人の1割近くを占めるため、大学の存在そのものが市の政策と直結している[1]。
- 尾張丘陵（愛知県）[1]
  - 八事（名古屋市昭和区）- 旧帝国大学の名古屋大学、南山大学や中京大学や名城大学などの本部などがある他、高等学校や予備校も多い。（名古屋のカルチエ・ラタン）

#### 近畿地方
- 京都市（京都府）- 京都大学や三大私学の同志社大学や立命館大学など各種研究機関が拠点を置く。多様な日本文化を有する古都でもあり、政令指定都市の中で、人口に対する学生比率が日本一高い都市でもある。
- 関西文化学術研究都市（京田辺市、木津川市、精華町、奈良市、生駒市、枚方市、四條畷市、交野市にまたがる丘陵地） - 最先端の研究、人材開発で名高い奈良先端科学技術大学院大学（生駒市）や同志社大学の理系学部を中心に官民の各種研究機関が集積。世界遺産「古都奈良の文化財」を筆頭に歴史的建築物も多く、また公立、私立の有名高校がある。

#### 九州地方
- 福岡市（福岡県）- 旧帝国大学の九州大学、私立大学の西南学院大学や福岡大学など各種研究機関が拠点を置く。政令指定都市の中で、人口に対する学生比率が京都市に次いで高い都市でもある。
- 北九州市（福岡県）- 北九州学術研究都市の建設を進めている。

### アメリカ合衆国の場合
- ボストン・ケンブリッジ （マサチューセッツ州 ）（ハーバード大学、マサチューセッツ工科大学、ボストン大学、ボストン・カレッジ、ノースイースタン大学など）
- ブリッジウォーター Bridgewater（マサチューセッツ州) （ブリッジウォーター州立大学 Bridgewater State Collegeなど）
- チェスナットヒル Chestnut Hill （マサチューセッツ州) （ボストン大学、ウースター大学コンソーシアム The Colleges of Worcester Consortiumなど）
- ダドリー Dudley （マサチューセッツ州) （ニコルズ・カレッジ Nichols Collegeなど）
- ノースグラフトン North Grafton （マサチューセッツ州) （タフツ大学獣医学部カミングス校 Cummings School of Veterinary Medicine at Tufts Universityなど）
- パクストン Paxton （マサチューセッツ州) （Anna Maria Collegeなど）
- ノーサンプトン Northampton （マサチューセッツ州) （スミス・カレッジなど）
- サウスハドリー South Hadley （マサチューセッツ州) （マウント・ホリヨーク大学など）
- フィッチバーグ Fitchburg （マサチューセッツ州) （フィッチバーグ州立大学 Fitchburg State Collegeなど）
- ウィリアムズタウン Williamstown （マサチューセッツ州) （ウィリアムズ大学 Williams Collegeなど）
- ウースター Worcester （マサチューセッツ州) （クラーク大学 Clark University、マサチューセッツ薬学健康科学大学 Mass. College of Pharmacy & Health Sciences、ウースター工科大学 他多数）
- ノースアダムズ North Adams （マサチューセッツ州) （リベラルアーツ・マサチューセッツ・カレッジ Massachusetts College of Liberal Artsなど）
- スプリングフィールド Springfield （マサチューセッツ州) （ウエスト・ニューイングランド・カレッジ Western New England College、スプリングフィールドカレッジ Springfield Collegeなど）
- アマースト Amherst （マサチューセッツ州) （アマースト大学、ニューハンプシャー大学、マサチューセッツ大学アマースト校）
- シャーロッツビル（バージニア大学を中心とした大学都市）
- ブラックスバーグ Blacksburg （バージニア州) （バージニア工科大学など）
- ブリッジウォーター Bridgewater （バージニア州) （ブリッジ・カレッジ Bridgewater Collegeなど）
- ファームヴィル Farmville （バージニア州) （ロングウッド大学,ハンプデン-シドニー大学 Hampden-Sydney Collegeなど）
- フレデリックスバーグ Fredericksburg （バージニア州) （メアリー・ワシントン大学 University of Mary Washingtonなど）
- ハリソンバーグ Harrisonburg （バージニア州) （ジェームズ・マディソン大学、イースタンメノナイト大学 Eastern Mennonite Universityなど）
- レキシントン Lexington （バージニア州) （ワシントン・リー大学、バージニア軍事研究所など）
- リンチバーグ (バージニア州) Lynchburg （バージニア州) （リンチバーグ・カレッジ、ランドルフ・カレッジ、リバティ大学など）
- ラドフォード Radford （バージニア州) （ラドフォード大学など）
- ウィリアムズバーグ Williamsburg （バージニア州) （ウィリアム＆メアリー大学 The College of William & Maryなど）
- ワイズ Wise （バージニア州) （バージニア大学ワイズ分校 University of Virginia's College at Wiseなど）
- ハンティントン (ウェストバージニア州)（マーシャル大学の大学都市としても知られている）
- アセンズ （ウェストバージニア州) （コンコード大学など）
- ハノン （ウェストバージニア州) （ウェストバージニア州ウェズリアン大学など）
- フェアモント (ウェストバージニア州) （フェアモント州立大学など）
- グレンビル Glenville （ウェストバージニア州) （グレンビル州立大学など）
- モンゴメリー （ウェストバージニア州) （ウェストバージニア工科大学など）
- モーガンタウン （ウェストバージニア州) （ウェストバージニア大学など）
- シェパーズタウン Shepherdstown （ウェストバージニア州) （シェパード大学 Shepherd Universityなど）
- ウェストリバティ West Liberty （ウェストバージニア州) （リバティ西大学 West Liberty Universityなど）
- バーリントン (バーモント州)（シャンプレーン・カレッジ、バーモント大学、セント・マイケルズ短期大学 Saint Michael's Collegeなどを抱える大学都市）
- キャッスルトン Castleton （バーモント州) （キャッスルトン州立短期大学 Castleton State Collegeなど）
- ジョンソン Johnson （バーモント州) （ジョンソン州立大学 Johnson State Collegeなど）
- リンドン （バーモント州) （リンドン州立大学 Lyndon State Collegeなど）
- ミドルベリー (バーモント州) （ミドルベリー大学など）
- ノースフィールド Northfield （バーモント州) （ノーウィッチ大学など）
- ニューヘイブン （コネチカット州）（イェール大学、ニューヘブン大学ほか多数）
- ミドルタウン Middletown （コネチカット) - ウェズリアン大学 Wesleyan University
- ニューブリテン New Britain （コネチカット) - セントラル・コネチカット州立大学 Central Connecticut State University
- ストーズ Storrs （コネチカット) - コネチカット大学 University of Connecticut
- ウィリマンティック Willimantic （コネチカット) - イースタンコネチカット州立大学 Eastern Connecticut State University
- フェアフィールド Fairfield （コネチカット) - フェアフィールド大学 Fairfield University、聖心大学 Sacred Heart University
- ハートフォード Hartford （コネチカット) - ハートフォード大学 University of Hartford、トリニティカレッジ Trinity College、コネチカット法科大学 University of Connecticut School of Law
- ニューロンドン New London （コネチカット) - コネチカット大学 Connecticut College、沿岸警備隊アカデミー US Coast Guard Academy、ミッチェル・カレッジ Mitchell College
- イサカ （ニューヨーク州 ）（コーネル大学、イサカ・カレッジ Ithaca College、州立大学コートランド校などがキャンパスを構える）
- オーロラ Aurora （ニューヨーク) - ウェルズ・カレッジ Wells College
- ビンガムトン Binghamton （ニューヨーク) - ニューヨーク州立大学ビンガムトン校 Binghamton University
- ロチェスター Brockport （ニューヨーク) - ニューヨーク州立大学ブロックポート校 SUNY Brockport、ロチェスター大学など）
- カントン Canton （ニューヨーク) - セントローレンス大学 St. Lawrence University、ニューヨーク州立大学カントン校 SUNY Canton
- クリントン Clinton （ニューヨーク) - ハミルトン・カレッジ Hamilton College
- コーブルスキル Cobleskill （ニューヨーク) - ニューヨーク州立大学コーブルスキル校 SUNY Cobleskill
- デリー Delhi （ニューヨーク) - ニューヨーク州立大学デリー校 SUNY Delhi
- フレドニア Fredonia （ニューヨーク) - ニューヨーク州立大学フレドニア校 SUNY Fredonia
- ジェネセオ Geneseo （ニューヨーク) - ニューヨーク州立大学ジェネセオ校 SUNY Geneseo
- ハミルトン Hamilton （ニューヨーク) - コルゲート大学 Colgate University
- ニューパルツ New Paltz （ニューヨーク) - ニューヨーク州立大学ニューパルツ校 SUNY New Paltz
- オスウィーゴ Oswego （ニューヨーク) - ニューヨーク州立大学オスウェゴ校 SUNY Oswego
- プラッツバーグ Plattsburgh （ニューヨーク) - ニューヨーク州立大学プラッツバーグ校 SUNY Plattsburgh
- サラトガ・スプリングズ Saratoga Springs （ニューヨーク) - スキッドモア・カレッジ Skidmore College
- ストーニーブルック Stony Brook （ニューヨーク) - ニューヨーク州立大学ストーニーブルック校 Stony Brook University
- シラキュース Syracuse （ニューヨーク) - シラキュース大学 Syracuse University
- ウェストポイント West Point （ニューヨーク) - 陸軍士官学校 United States Military Academy
- ポツダム Potsdam （ニューヨーク) - SUNYポツダム SUNY Potsdam、クラークソン大学 Clarkson University
- アルフレッド Alfred （ニューヨーク) - アルフレッド大学 Alfred University、アルフレッド州立大学 Alfred State College
- アルバニー Albany （ニューヨーク) - ニューヨーク州立大学オールバニ校 SUNY Albany、シエナ大学 Siena College、オールバニ薬科大学 Albany College of Pharmacy、オールバニ法科大学院 Albany Law School、オールバニ医科大学 Albany Medical College、セイントローズ大学 College of Saint Rose、エクセルシオール大学 Excelsior College、アルバニーのマリア・カレッジ Maria College of Albany、ミルドレッドElley Mildred Elley、アルバニーのセージ・カレッジ Sage College of Albany
- モーニングサイド・ハイツ Morningside Heights （ニューヨーク) - コロンビア大学 Columbia University、バーナード・カレッジ Barnard College、ティーチャーズカレッジ Teachers College、マンハッタン音楽学校 Manhattan School of Music、ユダヤ教神学院 Jewish Theological Seminary、ユニオン神学校 Union Theological Seminary、教育のバンクストリートカレッジ Bank Street College of Education
- オニオンタ Oneonta （ニューヨーク) - ニューヨーク州立大学オニオンタ SUNY Oneonta、ハートウィック大学 Hartwick College
- ポキプシー Poughkeepsie （ニューヨーク) - ヴァッサー大学 Vassar College、マリスト大学 Marist College
- ロチェスター Rochester （ニューヨーク) - ロチェスター大学 University of Rochester、ロチェスター工科大学 Rochester Institute of Technology、ナザレ・カレッジ Nazareth College、セント・ジョン・フィッシャー・カレッジ St. John Fisher College、モンロー・コミュニティ・カレッジ Monroe Community College、ウェズリアン大学ロバーツ Roberts Wesleyan College、SUNYロチェスター SUNY Brockport、ニューヨーク州立大学エンパイア・ステート・カレッジ SUNY Empire State College

- プリンストン （ニュージャージー州 ） （プリンストン大学、プリンストン高等研究所をはじめ、教育・研究機関を数多く抱える）
- ユーイング Ewing （ニュージャージー州) （ニュージャージーカレッジ The College of New Jersey
- グラスボロ Glassboro （ニュージャージー州) （ローワン大学 Rowan University
- ニューブランズウィック New Brunswick （ニュージャージー州) （ラトガース大学 Rutgers University
- ウエストロングブランチ West Long Branch （ニュージャージー州) - モンマス大学 Monmouth University

- キングストン （ロードアイランド州) （ロードアイランド大学 University of Rhode Island
- プロビデンス (ロードアイランド州)（ナラガンセット湾の湾奥に位置する港湾都市でもある。ブラウン大学、ロードアイランド・スクール・オブ・デザインなど多数）
- シーダーシティ Cedar City （ユタ州) （南ユタ大学 Southern Utah University
- ローガン （ユタ州) （ユタ州立大学
- プロボ （ユタ州) （ブリガムヤング大学
- オレム （ユタ州) （ユタ・バレー大学 Utah Valley University

- オークレア Eau Claire （ウィスコンシン州) （ウィスコンシン大学オークレア大学 University of Wisconsin-Eau Claire
- ラクロス （ウィスコンシン大学ラクロス校 University of Wisconsin-La Crosse、ヴィテルボ大学 Viterbo University
- マディソン （ウィスコンシン州) （ウィスコンシン大学マディソン校を抱える）
- メノモニー Menomonie （ウィスコンシン州) （ウィスコンシンスタウト大学 University of Wisconsin-Stout
- オシュコシュ Oshkosh （ウィスコンシン州) （ウィスコンシン大学オシュコシュ校 University of Wisconsin-Oshkosh
- プラット （ウィスコンシン州) （ウィスコンシン大学プラット大学 University of Wisconsin-Platteville
- リバーフォールズ River Falls （ウィスコンシン州) （ウィスコンシン大学リバーフォールズ校 University of Wisconsin-River Falls
- スティーブンズポイント Stevens Point （ウィスコンシン州) （ウィスコンシン大学スティーブンズポイント校 University of Wisconsin-Stevens Point
- ホワイトウォーター （ウィスコンシン州) （ウィスコンシン大学ホワイトウォーター校 University of Wisconsin-Whitewater
- ララミー （ワイオミング州) （ワイオミング大学
- リサーチ・トライアングル（ノースカロライナ州）
- ローリー・ダーラム・チャペルヒル （ノースカロライナ州 ） - デューク大学、ノースカロライナ大学、ノースカロライナ州立大学
- バナーエルク Banner Elk （ノースカロライナ州) （リーズ・マクレー・カレッジ Lees-McRae College
- ボイリングスプリングス Boiling Springs （ノースカロライナ州) （ガードナー・ウェッブ大学 Gardner-Webb University
- ブーン Boone （ノースカロライナ州) （アパラチア州立大学 Appalachian State University
- Buiesクリーク Buies Creek （ノースカロライナ州) （キャンベル大学 Campbell University
- チャペルヒル Chapel Hill （ノースカロライナ州) （ノースカロライナ大学チャペルヒル校 University of North Carolina at Chapel Hill
- カロウィー Cullowhee （ノースカロライナ州) （ウェスタンカロライナ大学 Western Carolina University
- ダビッドソン Davidson （ノースカロライナ州) （ダビッドソン・カレッジ Davidson College
- ダーラム Durham （ノースカロライナ州) （デューク大学 Duke University, ノースカロライナ中央大学 North Carolina Central University
- エロン Elon （ノースカロライナ州) （エロン大学 Elon University
- グリーンズボロ Greensboro （ノースカロライナ州) （グリーンズボロ、ノースカロライナ大学 グリーンズボロ大学 ギルフォード・カレッジ、ノースカロライナA＆T州立大学 ベネット・カレッジ） University of North Carolina at Greensboro , Greensboro College , Guilford College , North Carolina A & T State University , Bennett College
- グリーンビル Greenville （ノースカロライナ州) （イーストカロライナ大学 East Carolina University
- マーズヒル Mars Hill （ノースカロライナ州) （マーズヒルカレッジ Mars Hill College
- マウントオリーブ Mount Olive （ノースカロライナ州) （マウント・オリーブ・カレッジ Mount Olive College
- ペンブローク Pembroke （ノースカロライナ州) （ペンブローク、ノースカロライナ大学 University of North Carolina at Pembroke
- ウィン Wingate （ノースカロライナ州) （ウィン大学 Wingate University
- ウィンストンセーラム Winston-Salem （ノースカロライナ州) （ウェイクフォレスト大学 Wake Forest University, ノースカロライナ芸術大学 University of North Carolina School of the Arts, セーラム大学 Salem College, ウィンストン・セーラム州立大学 Winston-Salem State University
- セントラル （サウスカロライナ州) （南ウェズリアン大学 Southern Wesleyan University
- チャールストン （チャールストン短期大学 College of Charleston、シタデルMUSC The Citadel MUSC
- クレムソン Clemson （サウスカロライナ州) （クレムソン大学
- クリントン （サウスカロライナ州) （プレスビテリアン短期大学 Presbyterian College
- コロンビア (サウスカロライナ州)（サウスカロライナ大学を抱える）
- オレンジバーグ（サウスカロライナ州) （サウスカロライナ州立大学 South Carolina State University、クラフリン大学 Claflin University
- スパータンバーグ Spartanburg （サウスカロライナ州) （ウォフォード大学 Wofford College、コンバース大学 Converse College、サウスカロライナ州北部大学 University of South Carolina Upstate、サウスカロライナメソジスト大学 Spartanburg Methodist College
- フローレンス （サウスカロライナ州) （Francis Marion University フランシスマリオン大学
- キングズ Brookings （サウスダコタ州) （サウスダコタ州立大学 South Dakota State University
- マディソン （サウスダコタ州) （ダコタ州立大学 Dakota State University
- スピアフィッシュ （サウスダコタ州) （ブラックヒルズ州立大学 Black Hills State University
- バーミリオン （サウスダコタ州) （サウスダコタ大学 University of South Dakota
- カレッジデール Collegedale （テネシー州) （サザンアドベンチスト大学 Southern Adventist University
- クックヴィル Cookeville （テネシー州) （テネシー州立工科大学 Tennessee Technological University
- ハロゲート Harrogate （テネシー州) （リンカーンメモリアル大学 Lincoln Memorial University
- ヘンダーソン （テネシー州) （フリード-Hardeman大学 Freed-Hardeman University
- ノックスビル （テネシー州) （テネシー大学
- マーティン （テネシー州) （マーティンのテネシー大学 University of Tennessee at Martin
- マーフリーズボロ （テネシー州) （ミドルテネシー州立大学
- スワニー （テネシー州) （Sewanee：南大学 Sewanee: the University of the South
- ナッシュビル （テネシー州) （ヴァンダービルト大学、ベルモント大学 Belmont University、テネシー州立大学 Tennessee State University、リプスコム大学、フィスク大学 Fisk University、アクィナス大学 Aquinas College、Treveccaナザレ大学 Trevecca Nazarene University
- アビリーン Abilene （テキサス州) （アビリーンクリスチャン大学 Abilene Christian University、ハーディン・シモンズ大学 Hardin-Simmons University、マクマリー大学 McMurry University
- アルパイン （テキサス州) （スル・ロス州立大学 Sul Ross State University
- オースティン （テキサス州) （テキサス大学オースティン校、セント・エドワーズ大学 St. Edwards University
- ボーモント （テキサス州) （ラマー大学 Lamar University
- キャニオン （テキサス州) （ウェストテキサスA＆M大学 West Texas A&M University
- カレッジステーション College Station （テキサス州) （テキサスA＆M大学 Texas A&M University
- コマース Commerce （テキサス州) （テキサスA＆M大学コマース校 Texas A&M University-Commerce
- デントン Denton （テキサス州) （ノーステキサス大学、テキサス女子大学 Texas Woman's University
- ジョージタウン （テキサス州) （サウスウェスタン大学 Southwestern University
- ハンツビル （テキサス州) （サム・ヒューストン州立大学 Sam Houston State University
- キーン （テキサス州) （南西部アドベンチスト大学 Southwestern Adventist University
- キングズヴィル Kingsville （テキサス州) （テキサスA＆M大学キングスビル校 Texas A&M University-Kingsville
- ラボック （テキサス州) （テキサス工科大学 Texas Tech University、ラボック基督教大学 Lubbock Christian University
- ナコドチェス Nacogdoches （テキサス州) （ステファンF.オースティン州立大学 Stephen F. Austin State University
- プレインビュー Plainview （テキサス州) （ウェイランドバプティスト大学 Wayland Baptist University
- プレーリービュー Prairie View （テキサス州) （プレーリービューA＆M大学 Prairie View A&M University
- サンマルコス San Marcos （テキサス州) （テキサス州立大学サンマルコス校
- スティーブン （テキサス州) （タールトン州立大学 Tarleton State University
- ユニヴァーシティ・パーク　University Park （テキサス州) サザンメソジスト大学 Southern Methodist University
- ウェーコ Waco （テキサス州) （ベイラー大学
- アヴェ・マリア Ave Maria （フロリダ州) （アヴェ・マリア大学 Ave Maria University
- コーラルゲーブルズ Coral Gables （フロリダ州) （マイアミ大学 University of Miami
- デランド DeLand, Florida （フロリダ州) （ステットソン大学 Stetson University
- エステロ Estero （フロリダ州) （フロリダ州ガルフコースト大学 Florida Gulf Coast University
- ゲインズビル Gainesville （フロリダ州) （フロリダ大学 University of Florida
- サラソータ (フロリダ州) Sarasota （フロリダ州) （フロリダ州ニュー短期大学 New College of Florida、アートとデザインのリングリング大学 Ringling College of Art and Design、フロリダ州立大学マナティ-サラソタ校 State College of Florida, Manatee-Sarasota、南フロリダサラソタマナティ大学 University of South Florida Sarasota-Manatee
- セントオーガスティン St. Augustine （フロリダ州) （フラグラー短期大学 Flagler College
- タラハシー Tallahassee （フロリダ州) （フロリダ州立大学 Florida State University、フロリダA＆M大学 Florida A&M University、タラハシー・コミュニティ短期大学 Tallahassee Community College
- アセンズ (ジョージア州) Athens（ジョージア州）（ジョージア大学 University of Georgia
- キャロルトン Carrollton（ジョージア州）（ウェストジョージア大学 University of West Georgia
- ダロネガ Dahlonega（ジョージア州）（ノースジョージア短期大学＆州立大学 North Georgia College & State University
- デモレスト Demorest（ジョージア州）（ピエモンテ短期大学 Piedmont College
- フォートバレー Fort Valley（ジョージア州）（フォートバレー州立大学 Fort Valley State University
- ミレッジヴィル]Milledgeville（ジョージア州）（ジョージア短期大学＆州立大学 Georgia College & State University
- マウントバーノン Mount Vernon（ジョージア州）（ブリュー-パーカー短期大学 Brewton-Parker College
- ステーツボロ Statesboro（ジョージア州）（ジョージア南大学 Georgia Southern University
- バルドスタ Valdosta（ジョージア州）（ヴァルド州立大学 Valdosta State University
- ワレスカ Waleska（ジョージア州）（ラインハルト短期大学 Reinhardt College
- ヤングハリス Young Harris（ジョージア州）（ヤングハリス短期大学 Young Harris College
- バトンルージュ （ルイジアナ州) （ルイジアナ州立大学、サザン大学 Louisiana Southern University
- グランブリング Grambling （ルイジアナ州) （Grambling州立大学 Grambling State University
- ハモンド（ルイジアナ州) （南東ルイジアナ大学 Southeastern Louisiana University
- モンロー （ルイジアナ州) （ルイジアナ州モンロー大学 University of Louisiana at Monroe
- ナキトッシュ Natchitoches （ルイジアナ州) （ノースウェスタン州立大学 Northwestern State University
- ラストン Ruston （ルイジアナ州) （ルイジアナ工科大学 Louisiana Tech University
- ティボドー Thibodaux （ルイジアナ州) （ニコルズ州立大学 Nicholls State University
- ホッブズ（ニューメキシコ州) （西南大学 University of the Southwest
- ラスクルーセス （ニューメキシコ州) （ニューメキシコ州立大学 New Mexico State University
- ラスベガス （ニューメキシコ州) （ニューメキシコ高原大学 New Mexico Highlands University
- エール （ニューメキシコ州) （東ニューメキシコ大学 Eastern New Mexico University
- シルヴァーシティ Silver City （ニューメキシコ州) （ベストウエスタンニューメキシコ大学 Western New Mexico University
- フェアバンクス Fairbanks （アラスカ州) （アラスカ大学フェアバンクス校 University of Alaska Fairbanks
- ベリンハム （ワシントン州) - ウェスタンワシントン大学 Western Washington University
- チーニー （ワシントン州) - イースタン・ワシントン大学 Eastern Washington University
- エレンズバーグ （ワシントン州) - セントラルワシントン大学 Central Washington University
- オリンピア （ワシントン州) - エバーグリーン州立大学 Evergreen State College
- プルマン （ワシントン州) - ワシントン州立大学
- バークレー （カリフォルニア州 ） - カリフォルニア大学バークレー校
- パロアルト （カリフォルニア州） - スタンフォード大学
- ユーレカ Eureka （カリフォルニア州) （ハンボルト州立大学 Humboldt State University
- チコ Chico （カリフォルニア州) （カリフォルニア州立大学チコ校 California State University, Chico
- クレアモント (カリフォルニア州) Claremont （カリフォルニア州)
- デービス Davis （カリフォルニア州) （カリフォルニア大学デービス校 University of California, Davis
- アーバイン Irvine （カリフォルニア州) （ロサンゼルス郊外の大学都市。カリフォルニア大学アーバイン校の所在地）
- オレンジ Orange （カリフォルニア州) （チャップマン大学 Chapman University
- レッドランズ Redlands （カリフォルニア州) （レッドランズ大学 University of Redlands
- リバーサイド Riverside （カリフォルニア州) （カリフォルニア大学リバーサイド校 University of California, Riverside、カリフォルニアバプティスト大学 California Baptist University、ラ・シエラ大学 La Sierra University
- サンルイスオビスポ San Luis Obispo （カリフォルニア州) （カリフォルニアポリテクニック州立大学 California Polytechnic State University
- サンバーナーディーノの大学地区 University District of San Bernardino （アメリカ合衆国カリフォルニア州) （カリフォルニア州立大学サンバーナーディノ校、アメリカ体育大学 American Sports University
- サンタバーバラ Santa Barbara （カリフォルニア州) （フィールディング大学院大学 Fielding Graduate University、サンタバーバラシティカレッジ Santa Barbara City College、カリフォルニア大学サンタバーバラ校 University of California, Santa Barbara、ウェストモントカレッジ Westmont College
- アイラビスタ Isla Vista （カリフォルニア州) （カリフォルニア大学サンタバーバラ校 University of California, Santa Barbara
- サンタクルーズ Santa Cruz （カリフォルニア州) （カリフォルニア大学サンタクルーズ校 University of California, Santa Cruz
- モデスト Turlock （カリフォルニア州) （カリフォルニア州立大学スタニスラウス校 California State University, Stanislaus
- ウェストウッド Westwood （カリフォルニア州ロサンゼルス) - カリフォルニア大学ロサンゼルス校 University of California, Los Angeles
- ポモナ Pomona （カリフォルニア州) （Cal Polyネットワークポモナ Cal Poly Pomona、WesternU WesternU、クレアモント・マッケナ・カレッジ Claremont McKenna College、ポモナカレッジ Pomona College、ハービーマッド大学 Harvey Mudd College、スクリップスカレッジ Scripps College、ピッツァーカレッジ Pitzer College、ケック大学院大学 Keck Graduate Institute、クレアモント大学院大学 Claremont Graduate University
- Angwin （カリフォルニア州) （パシフィック・ユニオン・カレッジ Pacific Union College
- ラホヤ（カリフォルニア州）（カリフォルニア大学サンディエゴ校やいくつかの研究所のある都市）
- アルトゥーナ （ペンシルベニア州) （ペンシルベニア州立アルトゥーナ大学 Penn State Altoona
- アンビル Annville （ペンシルベニア州) （レバノンバレー短期大学 Lebanon Valley College
- ベスレヘム （ペンシルベニア州) （リーハイ大学 Lehigh University、モラヴィア短期大学 Moravian College
- ブルームズバーグ Bloomsburg （ペンシルベニア州) （ペンシルベニア州立ブルームズバーグ大学 Bloomsburg University of Pennsylvania
- ブラッドフォード （ペンシルベニア州) （ブラッドフォード・ピッツバーグ大学 University of Pittsburgh at Bradford
- カリフォルニア （ペンシルベニア州) （ペンシルベニア州立カリフォルニア大学 California University of Pennsylvania
- カーライル (ペンシルベニア州) （ディキンソン大学 Dickinson College
- クラリオン （ペンシルベニア州) （ペンシルベニア州立クラリオン大学 Clarion University of Pennsylvania
- カレッジヴィル Collegeville （ペンシルベニア州) （ウルジヌス短期大学 Ursinus College
- クレッソン （ペンシルベニア州) （マウントアロイシウス短期大学 Mount Aloysius College
- イーストストラウズバーグ East Stroudsburg （ペンシルベニア州) （ペンシルベニア州立イーストストラウズバーグ大学 East Stroudsburg University of Pennsylvania
- エディンボロ Edinboro （ペンシルベニア州) （ペンシルベニア州立エディンボロ大学 Edinboro University of Pennsylvania
- エリー （ペンシルベニア州) （ギャノン大学 Gannon University、マーシーハースト大学 Mercyhurst College、ペンシルベニア州立大学エリー校 Penn State Erie
- ゲティスバーグ （ペンシルベニア州) （ゲティスバーグ短期大学 Gettysburg College
- グリーンズバーグ Greensburg （ペンシルベニア州) （シートンヒル大学 Seton Hill University、ピッツバーグ大学グリーンズバーグ校 University of Pittsburgh at Greensburg
- グローブシティ Grove City （ペンシルベニア州) （グローブシティ短期大学 Grove City College
- ハンティンドン Huntingdon （ペンシルベニア州) （ジュニアータ大学 Juniata College
- インディアナ （ペンシルベニア州) （ペンシルベニア州立インディアナ大学 Indiana University of Pennsylvania
- ジョンズタウン （ペンシルベニア州) （ピッツバーグ大学ジョンズタウン校 University of Pittsburgh at Johnstown
- クッツタウン Kutztown （ペンシルベニア州) （クッツタウン大学 Kutztown University of Pennsylvania
- ルイス （ペンシルベニア州) （バックネル大学 Bucknell University
- ロックヘイブン Lock Haven （ペンシルベニア州) （ペンシルベニア州立ロックヘイブン大学 Lock Haven University of Pennsylvania
- ロレット （ペンシルベニア州) （セントフランシス大学 St. Francis University
- マンスフィールド Mansfield （ペンシルベニア州) （ペンシルベニア州立マンスフィールド大学 Mansfield University of Pennsylvania
- ミードヴィル Meadville （ペンシルベニア州) （アレゲニー短期大学 Allegheny College
- モントアルト Mont Alto （ペンシルベニア州) （ペンシルベニア州立大学モントアルト校 Penn State Mont Alto
- ミラーズビル （ペンシルベニア州) （ペンシルベニア州立ミラーズビル大学 Millersville University of Pennsylvania
- ニューウィルミントン New Wilmington （ペンシルベニア州) （ウェストミンスター大学
- ノースイースト North East （ペンシルベニア州) （マーシーハーストノースイースト校 Mercyhurst North East
- フィラデルフィア Philadelphia （ペンシルベニア州) （ドレクセル大学、ペンシルベニア大学、フィラデルフィア科学大学 University of the Sciences in Philadelphia 州立大学のテンプル大学を抱えるなど）
- ピッツバーグ, オークランド (ピッツバーグ) Oakland, Pittsburgh （ペンシルベニア州) （カーネギーメロン大学、ピッツバーグ大学、カーロー大学 Carlow University
- リーディング （ペンシルベニア州) （オルブライト短期大学 Albright College、Alvernia大学 Alvernia University、ペンシルベニア州立大学Berks校 Penn State Berks
- セリンズグローブ Selinsgrove （ペンシルベニア州) （サスケハナ大学 Susquehanna University
- シッペンズバーグ Shippensburg （ペンシルベニア州) （ペンシルベニア州立シッペンズバーグ大学 Shippensburg University of Pennsylvania
- スリッパリーロック Slippery Rock （ペンシルベニア州) （スリッパリーロック大学 Slippery Rock University of Pennsylvania、ペンシルベニア州立大学 ステート短期大学 State College
- ウェインズバーグ Waynesburg （ペンシルベニア州) （ウェインズバーグ大学 Waynesburg University
- ウェストチェスター （ペンシルベニア州) （ペンシルベニア州立ウェストチェスター大学 West Chester University of Pennsylvania
- ウィルクスバリ Wilkes-Barre （ペンシルベニア州) （キングス短期大学 King's College
- ウィリアムズポート （ペンシルベニア州) （カミング短期大学 Lycoming College、ペンシルベニア工科大学 Pennsylvania College of Technology
- フラッグスタッフ Flagstaff （アリゾナ州) （北アリゾナ大学 Northern Arizona University
- ツーソン（アリゾナ州)（ピーマ郡の郡庁所在地で、アリゾナ大学がある）
- テンピ Tempe （アリゾナ州) （アリゾナ州立大学 Arizona State University
- アーカデルフィア Arkadelphia （アーカンソー州) （ヘンダーソン州立大学 Henderson State University、ウォシトバプティスト大学 Ouachita Baptist University
- コンウェイ Conway （アーカンソー州) （セントラルバプテスト大学 Central Baptist College、ヘンドリックス大学 Hendrix College、セントラルアーカンソー大学 University of Central Arkansas
- フェイエットビル Fayetteville （アーカンソー州) （アーカンソー大学 University of Arkansas
- ジョーンズボロ (アーカンソー州) Jonesboro （アーカンソー州) （アーカンソー州立大学 Arkansas State University
- マグノリア Magnolia （アーカンソー州) （南アーカンソー大学 Southern Arkansas University
- モンティチェロ Monticello （アーカンソー州) （モンティチェロ・アーカンソー大学 University of Arkansas at Monticello
- ラッセルビル Russellville （アーカンソー州) （アーカンソー州工科大学 Arkansas Tech University
- サーシー Searcy （アーカンソー州) （ハーディング大学 Harding University
- アラモサ Alamosa （コロラド州) （アダムス州立大学 Adams State College
- ボルダー Boulder （コロラド州) （コロラド大学ボルダー校 University of Colorado at Boulder
- デュランゴ Durango （コロラド州) （フォートルイス大学 Fort Lewis College
- フォート・コリンズ Fort Collins （コロラド州) （コロラド州立大学 Colorado State University
- ゴールデン Golden （コロラド州) （コロラド鉱山学校 Colorado School of Mines
- グリーリー Greeley （コロラド州) （ノーザンコロラド大学 University of Northern Colorado
- ガニソン Gunnison （コロラド州) （西州立大学 Western State College
- ドーバー Dover （デラウェア州) （デラウェア州立大学 Delaware State University
- ニューアーク Newark （デラウェア州) （デラウェア大学 University of Delaware
- モスコー (アイダホ州)｜モスコー Moscow （アイダホ州) （アイダホ大学 University of Idaho
- ポカテッロ Pocatello （アイダホ州) （アイダホ州立大学 Idaho State University
- レックスバーグ Rexburg （アイダホ州) （BYU-アイダホ州校 BYU-Idaho
- カーボンデール Carbondale （イリノイ州) （南イリノイ大学カーボンデール校 Southern Illinois University Carbondale
- アーバナ、シャンペーン Urbana, Champaign （イリノイ州) （イリノイ大学アーバナ・シャンペーン校 University of Illinois at Urbana-Champaign
- チャールストン Charleston （イリノイ州) （イースタンイリノイ大学 Eastern Illinois University
- デカルブ DeKalb （イリノイ州) （北イリノイ大学 Northern Illinois University
- エドワーズ Edwardsville （イリノイ州) （南イリノイ大学エドワーズ校 Southern Illinois University Edwardsville
- エバンストン Evanston （イリノイ州) （ノースウェスタン大学 Northwestern University
- レバノン Lebanon （イリノイ州) （マッケンドリー大学 McKendree University
- マコーム Macomb （イリノイ州) （西イリノイ大学 Western Illinois University
- ノーマル Normal （イリノイ州) （イリノイ州立大学 Illinois State University
- ブルーミントン Bloomington （インディアナ州) （インディアナ大学 Indiana University Bloomington
- グリーンキャッスル Greencastle （インディアナ州) （デポー大学 DePauw University
- ハノーバー Hanover （インディアナ州) （ハノーバー短期大学 Hanover College
- マリオン Marion （インディアナ州) （インディアナ州ウェズリアン大学 Indiana Wesleyan University
- マンシー Muncie （インディアナ州) （ボール州立大学 Ball State University
- オークランドシティ Oakland City （インディアナ州) （オークランド市立大学 Oakland City University
- テレホート Terre Haute （インディアナ州) （インディアナ州立大学 Indiana State University、ローズハルマン技術大学 Rose-Hulman Institute of Technology
- アップランド Upland （インディアナ州) （テイラー大学 Taylor University
- バルパライソ Valparaiso （インディアナ州) （バルパライソ大学 Valparaiso University
- ウェストラファイエット West Lafayette （インディアナ州) （パデュー大学 Purdue University
- エイムズ Ames （アイオワ州) （アイオワ州立大学 Iowa State University
- シーダーフォールズ Cedar Falls （アイオワ州) （北アイオワ大学 University of Northern Iowa
- デコーラ Decorah （アイオワ州) （ルーサー短期大学 Luther College
- ラファイエット Fayette （アイオワ州) （アッパーアイオワ大学 Upper Iowa University
- グリンネル Grinnell （アイオワ州) （グリンネル短期大学 Grinnell College
- アイオワシティ Iowa City （アイオワ州) （アイオワ大学 University of Iowa
- ラモニ Lamoni （アイオワ州) （グレースランド大学 Graceland University
- オレンジシティ Orange City （アイオワ州) （ノースウェスタン大学 Northwestern College
- スーセンター Sioux Center （アイオワ州) （ドルト短期大学 Dordt College
- ストームレイク Storm Lake （アイオワ州) （ブエナビスタ大学 Buena Vista University
- ウェイバリー Waverly （アイオワ州) （ヴァルトブルク大学 Wartburg College
- ボールドウィンシティ Baldwin City （カンザス州) （ベイカー大学 Baker University
- エンポリア Emporia （カンザス州) （エンポリア州立大学 Emporia State University
- ヘイズ Hays （カンザス州) （フォートヘイズ州立大学 Fort Hays State University
- ローレンス Lawrence （カンザス州) （カンザス大学 University of Kansas、ハスケルインディアン国連大学 Haskell Indian Nations University
- マンハッタン Manhattan （カンザス州) （カンザス州立大学 Kansas State University、マンハッタンクリスチャン短期大学 Manhattan Christian College
- ピッツバーグ Pittsburg （カンザス州) （ピッツバーグ州立大学 Pittsburg State University
- ボーリンググリーン Bowling Green （ケンタッキー州) （西ケンタッキー大学 Western Kentucky University
- コロンビア Columbia （ケンタッキー州) （リンゼイ・ウィルソン大学 Lindsey Wilson College
- レキシントン Lexington （ケンタッキー州) （ケンタッキー大学ほか14校の大学の所在地）
- モアヘッド Morehead （ケンタッキー州) （モアヘッド州立大学 Morehead State University
- マレー （ケンタッキー州) （マレー州立大学 Murray State University
- リッチモンド （ケンタッキー州) （イースタンケンタッキー大学 Eastern Kentucky University
- ウィリアムズバーグ （ケンタッキー州) （Cumberlands大学 University of the Cumberlands
- ウィルモア Wilmore （ケンタッキー州) （アズ大学 Asbury University、アズベリー神学校
- オーガスタ （メイン州) （オーガスタ・メーン大学 University of Maine at Augusta
- ブランズウィック （メイン州) （ボウディン大学 Bowdoin College
- ファーミントン Farmington （メイン州) （ファーミントン・メイン大学 University of Maine at Farmington
- フォートケント Fort Kent （メイン州) （フォートケント・メイン大学 University of Maine at Fort Kent
- ゴーラム（メイン州) （南メイン大学 University of Southern Maine
- オロノ Orono （メイン州) （メイン州立大学 University of Maine
- ウォータービル （メイン州) （トマス・カレッジ Thomas College、コルビー大学 Colby College
- アナポリス （メリーランド州) （海軍兵学校、セント・ジョンズ短期大学 St. John's College
- チェスタータウン Chestertown （メリーランド州) （ワシントン大学
- カレッジパーク College Park （メリーランド州) （メリーランド大学カレッジパーク校 University of Maryland, College Park
- カンバーランド （メリーランド州) （メリーランド州アレガニー短期大学 Allegany College of Maryland
- エミッツバーグ Emmitsburg （メリーランド州) （マウント・セントメアリーズ大学 Mount St. Mary's University
- フロスト （メリーランド州) （フロストバーグ州立大学 Frostburg State University
- プリンセス・アン Princess Anne （メリーランド州) （メリーランド大学イースタン・ショア校 University of Maryland Eastern Shore
- タウソン (メリーランド州) Towson （タウソン大学 ガウチャー大学 Towson University , Goucher College
- ソールズベリー (メリーランド州) （ソールズベリー大学 Salisbury University
- ウェストミンスター (メリーランド州) （マクダニエル大学 McDaniel College
- ボリバル （ミズーリ州) （西南バプティスト大学 Southwest Baptist University
- ケープジラードー Cape Girardeau （ミズーリ州) （東南ミズーリ州立大学 Southeast Missouri State University
- コロンビア （ミズーリ州) （ミズーリ大学 University of Missouri、スティーブンス短期大学 Stephens College、コロンビア短期大学 Columbia College
- ラファイエット （ミズーリ州) （中央メソジスト大学 Central Methodist University
- フルトン （ミズーリ州) （ウェストミンスター大学、ウィリアムウッズ大学
- カークス （ミズーリ州) （トルーマン州立大学 Truman State University、AT Still大学 AT Still University
- メリービル （ミズーリ州) （ノースウェストミズーリ州立大学 Northwest Missouri State University
- ローラ （ミズーリ州) （ミズーリ科学技術大学 Missouri University of Science and Technology
- ウォレンズバーグ Warrensburg （ミズーリ州) （中央ミズーリ大学 University of Central Missouri
- ユニバーシティシティ University City （ミズーリ州) （セントルイス・ワシントン大学 Washington University in St. Louis
- カンザスシティ （ミズーリ州ミズーリ) - ミズーリカンザスシティ大学 University of Missouri-Kansas City、Rockhurst大学 Rockhurst University、カンザスシティ医学生命科学大学 Kansas City University of Medicine and Biosciences、アビラ大学 Avila University、カンザスシティアート大学 Kansas City Art Institute
- リバティー （ミズーリ州) （ウィリアム・ジュエル短期大学 William Jewell College
- ボーズマン Bozeman （モンタナ州) （モンタナ州立大学 Montana State University
- ディロン Dillon （モンタナ州) （モンタナ州西部大学 University of Montana Western
- ミズーラ Missoula （モンタナ州) -モンタナ大学
- シャドロン Chadron （ネブラスカ州) （シャドロン州立大学 Chadron State College
- クレタ島 （ネブラスカ州) （ドーン短期大学 Doane College
- カーニー （ネブラスカ州) （ATカーニーネブラスカ大学 University of Nebraska at Kearney
- リンカーン （ネブラスカ州) （ネブラスカ大学
- ペルー （ネブラスカ州) （ペルー州立大学 Peru State College
- スワード （ネブラスカ州) （コンコルディア大学
- ウェイン Wayne （ネブラスカ州) （ウェイン州立大学
- リノ（ネバダ大学リノ校があり、大学都市としての一面も）
- ダーラム (ニューハンプシャー州)（ニューハンプシャー大学 University of New Hampshire ダラムにちなんで名付けられる）
- ハノーバー (ニューハンプシャー州) （ダートマス大学）
- ヘニカー Henniker （ニューハンプシャー州) （ニューイングランド短期大学 New England College
- キーン (ニューハンプシャー州) （キーン州立大学 Keene State College
- プリマス （ニューハンプシャー州) （プリマス州立大学 Plymouth State University
- リンジ Rindge （ニューハンプシャー州) （フランクリンピアース大学 Franklin Pierce University
- ファーゴ （ノースダコタ州) （ノースダコタ州立大学 North Dakota State University
- グランドフォークス Grand Forks （ノースダコタ州) （ノースダコタ大学 University of North Dakota
- エイダ （オハイオ州) （オハイオノーザン大学 Ohio Northern University
- アッシュ （オハイオ州) （アシュランド大学 Ashland University
- アセンズ （オハイオ州) （オハイオ大学
- ベリア Berea （オハイオ州) （ボールドウィンウォレス大学 Baldwin Wallace College
- ブラフトン Bluffton （オハイオ州) （ブラフトン大学 Bluffton University
- ボウリンググリーン Bowling Green （オハイオ州) （ボウリンググリーン州立大学 Bowling Green State University
- シーダー （オハイオ州) （シーダー大学 Cedarville University
- コロンバス （オハイオ州) （オハイオ州立大学を抱える）
- デラウェア (オハイオ州) （オハイオ・ウェズリアン大学
- ボーン （オハイオ州) （ライト州立大学 Wright State University
- ガンビア （オハイオ州) （ケニヨン短期大学 Kenyon College
- グランビル （オハイオ州) （デニソン大学 Denison University
- ヒラム （オハイオ州) （ハイラム短期大学 Hiram College
- ケント （オハイオ州) （ケント州立大学
- ネルソン （オハイオ州) （ホッキング短期大学 Hocking College
- ニューコンコード New Concord （オハイオ州) （マスキンガム短期大学 Muskingum College
- オベリン Oberlin （オハイオ州) （オベリン大学 Oberlin College
- オックスフォード （オハイオ州) （マイアミ大学
- リオグランデ （オハイオ州) （リオグランデ大学 University of Rio Grande
- ウィルバーフォース Wilberforce （オハイオ州) （ウィルバーフォース大学 Wilberforce University、セントラル州立大学 Central State University
- エイダ （オクラホマ州) （イーストセントラル大学 East Central University
- アルバ （オクラホマ州) （ノースウェスタンオクラホマ州立大学 Northwestern Oklahoma State University
- デュラント Durant （オクラホマ州) （南東オクラホマ州立大学 Southeastern Oklahoma State University
- エドモンド （オクラホマ州) （セントラル・オクラホマ大学、オクラホマクリスチャン大学 Oklahoma Christian University
- グッドウィル （オクラホマ州) （オクラホマ州パンハンドル州立大学 Oklahoma Panhandle State University
- ラングストン Langston （オクラホマ州) （ラングストン大学 Langston University
- ノーマン（オクラホマ大学 他、研究所が置かれ、気象・気候関連の企業が集まる）
- スティルウォーター （オクラホマ州) （オクラホマ州立大学
- タレクア Tahlequah （オクラホマ州) （ノースイースタン州立大学
- ウェザーフォード Weatherford （オクラホマ州) （南西部オクラホマ州立大学 Southwestern Oklahoma State University
- アシュランド （オレゴン州) （南オレゴン大学
- コーバリス （オレゴン州) （オレゴン州立大学
- ユージン （オレゴン州) （オレゴン大学
- フォレストグローヴ Forest Grove （オレゴン州) （太平洋大学 Pacific University
- ラ・グランデ La Grande （オレゴン州) （イースタンオレゴン大学 Eastern Oregon University
- マック （オレゴン州) （リンフィールド短期大学 Linfield College
- モンマス （オレゴン州) （西オレゴン大学
- ベミジ Bemidji （ミネソタ州) （ベミジ州立大学 Bemidji State University
- クルック Crookston （ミネソタ州) （ミネソタ大学クルックストン校 University of Minnesota Crookston
- ダルース Duluth （ミネソタ州) （ミネソタ大学ダルース校 University of Minnesota Duluth、レイクスペリオル大学 Lake Superior College、セントスコラスティカ大学 The College of St. Scholastica、ウィスコンシン大学スペリオル校 University of Wisconsin-Superior、ダルース経営大学 Duluth Business University
- ファリボー Faribault （ミネソタ州) （South Central College サウス・セントラル短期大学
- マンケート Mankato （ミネソタ州) （ミネソタ州立大学マンケート校 Minnesota State University, Mankato、ベサニールーテル学院大学 Bethany Lutheran College
- マーシャル （ミネソタ州) （ミネソタ州南西部州立大学 Southwest Minnesota State University
- ミネアポリス （ミネソタ州) （ミネソタ大学
- ムーアヘッド Moorhead （ミネソタ州) （ミネソタ州立大学ムーアヘッド校 Minnesota State University, Moorhead、コンコルディア大学 Concordia College
- モリス （ミネソタ州) （ミネソタモリス大学 University of Minnesota Morris
- ノースフィールド Northfield （ミネソタ州) （カールトン短期大学 Carleton College、セント・オラフ短期大学 St. Olaf College
- ノースマンケート North Mankato （ミネソタ州) （サウス・セントラル短期大学 South Central College
- セントクラウド St. Cloud （ミネソタ州) （セントクラウド州立大学 St. Cloud State University、セントスコラス大学 The College of St. Scholastica
- セントジョセフ St. Joseph （ミネソタ州) （聖ベネディクト大学 College of Saint Benedict
- セントピーター St. Peter （ミネソタ州) （グスタフアドルフ短期大学 Gustavus Adolphus College
- ウィノナ （ミネソタ州) （ウィノナ州立大学、ミネソタ大学セントメアリーズ校 St. Mary's University of Minnesota
- セントポール （ミネソタ州) （ミネソタ大学 University of Minnesota、ハムリン大学 Hamline University、マカリスター短期大学 Macalester College、セントトーマス大学 University of St. Thomas、セントショラスティーナ短期大学 The College of St. Scholastica
- クリーブランド （ミシシッピ州) （デルタ州立大学 Delta State University
- ハティスバーグ Hattiesburg （ミシシッピ州) （南ミシシッピ大学
- イッタベーナ Itta Bena （ミシシッピ州) （ミシシッピバレー州立大学 Mississippi Valley State University
- オックスフォード （ミシシッピ大学
- スタークビル Starkville （ミシシッピ州) （ミシシッピ州立大学 Mississippi State University

### カナダ
- モントリオール（マギル大学、モントリオール大学など）
- キングストン Kingston （オンタリオ州) （クイーンズ大学、セント・ローレンス・カレッジ St. Lawrence College、カナダ王立軍事大学 Royal Military College of Canadaなど）
- キッチナー＝ウォータールー Kitchener-Waterloo （カナダ・オンタリオ州)（ウォータールー大学 （University of Waterloo）、ウィルフリッドローリエ大学など）
- ハリファックス Halifax（ノバスコシア州）（ダルハウジー大学 Dalhousie University、セントメアリー大学 Saint Mary's University、キングス・カレッジ大学 University of King's Collegeなど）

### アイルランド・イギリス

#### アイルランド
- メイヌース - メイヌース大学（アイルランド国立大学メイヌース校）[2]

#### イギリス
- オックスフォード - オックスフォード大学、オックスフォード・ブルックス大学[3]
- ウィンチェスター - ウィンチェスター大学[3]
- サウサンプトン - サウサンプトン大学、ソレント大学[4]
- ポーツマス - ポーツマス大学[5]
- ダラム - ダラム大学[6]
- シェフィールド - シェフィールド大学[7]
- ケンブリッジ - ケンブリッジ大学、アングリアラスキン大学[3]
- アベリストウィス - アベリストウィス大学[8]
- バンガー - バンガー大学[9]
- バーミンガム - バーミンガム大学、アストン大学、バーミンガムシティ大学、バーミンガム音楽院、バーミンガム演劇大学、ニューマン大学、ユニバーシティ・カレッジ・バーミンガム[10]
- カンタベリー - カンタベリー・クライスト・チャーチ大学、ケント大学[11]
- カーディフ - カーディフ大学[10]
- コルチェスター - エセックス大学、コルチェスター大学[12]
- デリー/ロンドンデリー - アルスター大学コールレーン校、マギー・カレッジ[13]
- ダラム - ダーラム大学[14]
- ハットフィールド - ハートフォードシャー大学[3]
- ハイ・ウィカム - バッキンガムシャー・ニュー大学 [15]
- キングストン・アポン・ハル - ハル大学、ハル芸術大学 、ハルニューヨーク医科大学[5]
- ランピター - ウェールズ大学トリニティ・セント・デイヴィッド校[16]
- リーズ  - リーズ大学、リーズ音楽大学、リーズ芸術大学、ノーザン・スクール・オブ・コンテンポラリーダンス[10]
- ミドルスブラ  - ティーズサイド大学[17]
- ニューポート - ハーパーアダムス大学、キール大学[18]
- ノッティンガム  - ノッティンガム大学、ノッティンガム・トレント大学[10]
- セント・アンドルーズ  - セント・アンドルーズ大学[10]
- ヨーク - 法律大学、ヨーク大学、ヨーク・セント・ジョン大学[19]
- レクサム Wrexham - グリンドゥル大学、エールカ・レッジ [20]

### ドイツ
- ドイツの「ウニヴェルジテーツシュタット (Universitätsstadt)」（大学都市）- ドイツでは日本と違い以前から一都市に公立の一大学を設立するのがおおむね通例であり、さらにドイツの地方都市には、それぞれの個性や歴史があり、都市と大学の相関関係に極めて歴史的個性的な独自性があったと言える。ナチス・ドイツの焚書「非ドイツ的魂への抵抗」はドイツ国内の34の「大学都市」で行われた。

（例）
- ボン
- マールブルク
- ガーヒンク・バイ・ミュンヘン（ミュンヘン工科大学のガーヒンクキャンパスを構える大学都市）
- マンハイム（1967年に大学都市となった. マンハイム#教育）
- ミュンスター（大学都市でもあり、ヴェストファーレン・ヴィルヘルム大学をかかえる）
- ヴュルツブルク（600年祭を祝った2002年にこの街はすべての名標に「大学都市」という肩書きを添えた）
- カッセル（ヘッセン州北部の大学都市. カッセル#教育と研究）
- トロンハイム（国立大学やハイテク産業の研究所が集まる大学都市）
- テュービンゲン（神学研究の中心地として知られる古くからの大学都市）
- ゲッティンゲン#大学都市としての復興
- バンベルク（大学都市であり、大司教の都市でもある バンベルク#大学町としての歴史）
- ヴィッツェンハウゼン（ドイツで最も小さな大学都市）
- リンテルン（かつての大学都市）
- グラーツ（ムール川沿いに位置する大学都市。多くの学生、研究者が居住する）
- ハイデルベルク（現在でもライン=ネッカー地域のサービス業と学問の中心、ハイデルベルク#教育と研究）
- フュルト（フリードリヒ・アレクサンダー大学エアランゲン＝ニュルンベルクを抱える）
- フライブルク・イム・ブライスガウ（「環境首都」として近年有名だが、フライブルク大学や教育大学・音楽大学のある大学都市の一面も）
- ギーセン（ラーン川沿いに位置する大学都市）
- デュースブルク
- ステレンボッシュ#大学都市
- グライフスヴァルト Greifswald（ドイツグライフスヴァルト大学 (University of Greifswald) など）
- イェーナ Jena （イェーナ大学など）
- コンスタンツ Konstanz （コンスタンツ応用科学大学（University of Applied Sciences in Konstanz）、コンスタンツ大学など）
- ダルムシュタット（1997年8月から「大学都市」の称号）
- アウクスブルク#教育・研究（アウクスブルク郡の本部所在地であり、大学都市としても知られる）
- イルメナウ（イルメナウ技術大学など）
- ディーブルク（ダルムシュタット専門大学など。少なくとも2014年までは、大学都市でもある）
- ハレ (ザーレ)（ハレ大学など、プロイセン時代から大学都市として著名）
- ヴュルツブルク#教育と研究
- エアランゲン（フリードリヒ・アレクサンダー大学エアランゲン＝ニュルンベルクなど）
- ブレーメン（「学術年 2009」の「ドイツの10大学術都市」に選ばれた）
- ガーヒンク・バイ・ミュンヘン#大学および研究機関（ミュンヘン工科大学ほか）
- ギーセン（ギーセン大学など）
- リューネブルク（ロイファナ大学リューネブルク校など）

この他、
クラウスタール＝ツェラーフェルト、
グライフスヴァルト、
カイザースラウテルン、
マインツ、
ミットヴァイダ、
パッサウ、
レーゲンスブルク、
シュマルカルデン、
トリーア、
ヴィルダウ、などがある。

### その他中欧
- グラーツ（オーストリア）- グラーツ大学
- クルージュ＝ナポカ（ルーマニア） - 多数の国立・私立の大学が集中する大学都市）
- フリブール Fribourg （スイス) - フリブール大学 University of Fribourg、西スイス応用科学大学 University of Applied Sciences of Western Switzerland、フリブール音楽院 Conservatoire of Fribourg
- ザブジェ(ポーランド) 近年は鉱業の停滞にともない、文化・学術都市としてのありかたを模索している
- ライデン(オランダ）

### 北欧
- ウプサラ （スウェーデン ） - ウプサラ大学
- タンペレ （フィンランド ） - タンペレ大学
- トロンハイム（ノルウェー）-
- トロムソ（ノルウェー）- トロムソ大学　水産業の街であるとともに、トロムソ大学が出来てから、ノルウェー北部地方の大学都市として発展している

### ロシア
- アカデムゴロドク（ロシア）- ノヴォシビルスクの学術都市を意味
- ウファ（ロシア）
- プーシチノ#研究所（ロシア）
- クラスノヤルスク#教育（ロシア）
- ペルミ（ロシア）オックスフォードと姉妹都市提携
- スコルコボ（ロシア、スコルコボ科学技術大学など）
- ドゥブナ（ロシア、モスクワ郊外の学術都市。ドュブナ自然社会人類大学など）

### フランス
- ソフィア・アンティポリス（南フランスの学術都市。ニース・ソフィア理工科大学,ニース大学ソフィア・アンティポリス校舎など）
- アヴィニョン（ヴォクリューズ県立アヴィニョン音楽院 (CRD) "オリヴィエ・メシアン"、アヴィニョン大学など）
- アヌシー（アヌシー地方音楽院 (CRR) ）
- アミアン（アミアン地方音楽院 (CRR) ）
- アンジェ（アンジェ地方音楽院 (CRR) ）
- ヴィルヌーヴ＝ダスク（ENSAPなど）
- エクス＝アン＝プロヴァンス（エクス＝アン＝プロヴァンス政治学院）
- エヴリー（エソンヌ県立エヴリー音楽院 (CRD) ）
- オルセー（エソンヌ県立オルセー音楽院 (CRD) ）
- カーン（カーン音楽・舞踊教育者養成センター (CEFEDEM)、カーン地方音楽院 (CRR) ）
- グルノーブル（グルノーブル地方音楽院 (CRR)、グルノーブル政治学院、LETI: フランス原子力・代替エネルギー庁、電子情報技術研究所などもあるフランスアルプスに囲まれた大学都市）
- クレルモン＝フェラン（クレルモン＝フェラン地方音楽院 (CRR) ）
- コルテ（コルシカ大学）
- サン＝ドニ（サン＝ドニ地方音楽院 (CRR) ）
- サン＝カンタン＝アン＝イヴリーヌ (fr:Saint-Quentin-en-Yvelines) （エーヌ県立サン＝カンタン音楽院 (CRD) ）
- サン＝テティエンヌ（サン＝テティエンヌ地方音楽院 (CRR) ）
- シャンベリ（シャンベリ地方音楽院 (CRR) ）
- ストラスブール（プロテスタント教会オルガニスト養成協会、ストラスブール地方音楽院 (CRR)、ストラスブール大学）
- タランス（ボルドー第1大学、ポリテクニーク・ド・ボルドー（fr:Institut polytechnique de Bordeaux）国立ボルドー高等電気通信数学工学学校、国立高等美術工芸学校など、第三次産業が約9割を占める大学都市）
- トゥール (アンドル＝エ＝ロワール県)
- ディジョン（ディジョン音楽・舞踊教育者養成センター (CEFEDEM)、ディジョン地方音楽院 (CRR) ）
- トゥールーズ（トゥール地方音楽院 (CRR)、トゥールーズ・カトリック学院 (ICT)、トゥールーズ音楽・舞踊教育者養成センター (CEFEDEM)、トゥールーズ地方音楽院 (CRR) ）
- トゥーロン（ヴァール県立トゥーロン音楽院 (CRD)、トゥーロン地方音楽院 (CRR) - Provence Mediterranee）
- トロワ（オーブ県立トロワ音楽院 (CRD) ）
- ナンシー（ナンシー地方音楽院 (CRR) ）
- ナント（ナント音楽・舞踊教育者養成センター (CEFEDEM)、ナント地方音楽院 (CRR) ）
- ニース（ニース地方音楽院 (CRR) ）
- ニーム（ガール県立ニーム音楽院 (CRD) ）
- ニューオルレアンス（ドゥー＝セーヴル県立ニオール音楽院 (CRD) "オーギュスト・トルベック"）
- バッファfr:Le Tampon（ニエーヴル県立ヌヴェール音楽院 (CRD) ）
- パリ（カルチエ・ラタンや国際大学都市（シテ・アンテルナシオナル・ユニヴェルシテール）も。ヴィルクローズ音楽アカデミー、エコールノルマル音楽院 (ENMP)、スコラ・カントルム、パリ・インターミュージックアカデミー、パリ・カトリック学院 (ICT)、パリ・現代アメリカ音楽学校、パリ音楽・舞踊教育者養成センター (CEFEDEM)、パリ国際音楽院 (CIMP)、パリ国立高等音楽院 (CNSMDP)、ロシア音楽院 (アレクサンドル・スクリャービン)、パリ地方音楽院 (CRR)、パリ・カトリック大学、パリ国立高等音楽・舞踊学校、パリ政治学院、パリ大学）
- ヴェルサイユ
- ブザンソン（ブザンソン地方音楽院 (CRR) ）
- ブレスト（ブレスト国立工科大学）
- ブレ＝シュル＝イヴェット
- ペルピニャン（ペルピニャン地方音楽院 (CRR) ）
- ポー（ピレネー＝アトランティック県立音楽院 (CRD) ）
- ボルドー（ボルドー音楽・舞踊教育者養成センター (CEFEDEM)、ボルドー地方音楽院 (CRR) ）
- ポワチエ（ポワティエ大学、パリ政治学院ポワティエキャンパス、ポワティエのエンジニアの国立学校 (ENSIP)など。セーヌ＝マリティーム県立ディエップ音楽院 (CRD)　ポワトゥー＝シャラント地域圏地域圏首府に選ばれたのは、大学都市であったため）
- マルセイユ（マルセイユ地方音楽院 (CRR)、エクス＝マルセイユ大学）
- ミュルーズ（オー＝ラン県立ミュルーズ音楽院 (CRD) ）
- メス（メス音楽・舞踊教育者養成センター (CEFEDEM)、メス地方音楽院 (CRR) ）
- モンペリエ（モンペリエ地方音楽院 (CRR)、モンペリエ大学所在地として、中世からの大学都市）
- ランス（ランス地方音楽院 (CRR) ）
- リール（リール音楽・舞踊教育者養成センター (CEFEDEM)、リール地方音楽院 (CRR) ）
- リモージュ（リモージュ地方音楽院(CRR) ）
- リヨン（リヨン音楽・舞踊教育者養成センター (CEFEDEM)、リヨン国立高等音楽院 (CNSMDL)、リヨン宗教音楽学院、リヨン地方音楽院 (CRR)、リヨン高等師範学校、リヨン国立高等音楽・舞踊学校、リヨン大学）
- ル＝クルーゾ（ブルゴーニュ地域圏ではディジョンに次ぐ第2の大学都市）
- ル・アーヴル（セーヌ＝マリティーム県立ル・アーヴル音楽院 (CRD) "アルテュール・オネゲル"）
- ルーアン（ルーアン音楽・舞踊教育者養成センター (CEFEDEM)、ルーアン地方音楽院 (CRR) ）
- レンヌ（レンヌ地方音楽院 (CRR)、レンヌ第二大学など。ブルターニュ地域圏最大都市で州都でありナントと並んでフランス西部でも有数の大学都市でもある）

### その他南欧
イタリア
- ローマ Citta Universitaria（大学都市）
- ボローニャ(ボローニャ大学 ができた日から、ボローニャは今も大学都市であり続ける）
- パドヴァ（パドヴァ大学自体英語では、University of Paduaと訳され、Paduaという学園都市に存在する大学という意味）

ポルトガル
- コインブラ Coimbra （コインブラ大学 Universidade de Coimbra
- エヴォラ Evora （エヴォラ大学 Universidade de Evora
- リスボン（リスボン大学設置にともない、リスボンは再び大学都市となる）

スペイン
- アルカラ・デ・エナーレス（アルカラ大学#世界遺産 世界で最初の計画的な大学都市
- モンクロア＝アラバカ（マドリード大学都市（es）ほか、地区内に集中
- サン・クリストバル・デ・ラ・ラグーナ
- ガリシア州#教育（サンティアゴ・デ・コンポステーラ、ア・コルーニャ、ビーゴ市郊外大学都市)
- サラマンカ　(サラマンカ大学、サラマンカ・ポンティフィシア大学)

ギリシャ
- カルディツァ（大学都市としての役割も果たしており、テッサリア大学やラリサ教育科学機関などの研究施設が置かれている
- コモティニ#教育

### ベルギーの場合
- ルーヴェン（ルーヴェン・カトリック大学。研究施設もあるため、学術都市としても有名となっている）
- ルーヴァン＝ラ＝ヌーヴ（ルーヴァン・カトリック大学のキャンパスが町全体に散らばっている）

### オセアニア
- メルボルン（オーストラリア）- メルボルン大学、パリに次ぐ多さで世界の学生が学ぶ、有数の国際学術都市
- ダニーデン （ニュージーランド ） - オタゴ大学。カリスブルックはダニーデンにある競技場で競技観戦者に学生が多い
- リズモー（リズモア）ニューサウスウェールズ州北東部に位置し、サザンクロス大学を有する大学都市として変貌を遂げている。

### 中国の場合
大学城とよばれる
- 松江大学城 - 上海市松江区嘉松南路、上海工程技術大学など - 上海の松江新城に位置する
- 南匯大学城、南匯大学都市 - 上海南匯区に位置する
- 深圳市大学城 南山区 - 深圳ポリテクニック
- 岳麓山大学城
- 渾南新区大学城、瀋陽音楽学院など
- 福州大学城 (zh:福州大学城)  - 福建省福州市閩侯県
- 南京市大学都市地区 - 南京大学、河海大学ほか多数
- 江寧大学城 (zh:江寧大学城 (南京)) 、江寧体育中心ほか - 江蘇省南京市江寧区
- 仙林大学都市 (zh:仙林大学城)  - 江蘇省南京市棲霞区
- 広州大学城 (zh:广州大学城)  - 広東省広州市番禺区
- 広東省珠海市大学城、中山大学
- 旅順大学城
- 大連市大学城、大連医科大学や大連外国語大学など
- 良郷大学城 - 北京
- 長春吉林大学、長春理工大学、東北師範大学、中国科学院長春分院など
- 綿陽市研究科学都市
- 重慶大学都市 - 重慶市沙坪垻区
- 常青大学都市 - 山東省済南市常青

### その他アジア
アジアで大学都市は、一般に大学の集まるエリア、都市や郊外の地域で指す
- フエ（ベトナム） - （フエ大学　南ベトナムの北端近くに位置する大学都市として知識人が集ったのがきっかけ）
- プネー#教育（インド） - 「インドのオックスフォード」として知られる学術都市
- ザビード（イエメン）- ザビード大学　南アラビアの大学都市
- エルサレム（イスラエル） - （ヘブライ大学を始めとする多くの大学があり、大学都市としての一面も）
- ドゥマゲテ（フィリピン）- 市の人口の多くが学生と大学関係者という都市である
- バンドン（インドネシア） - 高地にあり涼しく、大学都市でもある
- 慶山市（韓国） - 嶺南大学校、大邱大学校など多くの大学がある
- 三峡（台湾）- 国立台北大学　新北市の大学都市

### アフリカ
- ステレンボッシュ#大学都市（南アフリカ）- ダラム大学の施設やカレッジが点在。世界で最初に大学都市として計画された都市
- アレクサンドリア（エジプト）
- ブタレ#学術都市としてのブタレ（ルワンダ）
- ケープ・コースト（ガーナ）- 1962年に創立されたケープ・コースト大学があり、大学都市の面を持つ。